# Хеш-сума
Хеш-сумою (хешем, хеш-образом, хеш-кодом) називається значення хеш-функції на певних вхідних даних.
В криптографії хеш-суму іноді також називають дайджестом повідомлення.

## Застосування
Значення хеш-суми може використовуватися для перевірки цілісності даних, їхньої ідентифікації та пошуку (наприклад в p2p мережах), а також заміняти собою дані, які небезпечно зберігати в явному вигляді (наприклад, паролі, відповіді на питання тестів і т. д.).

## Запис
Явне значення хеш-суми зазвичай записується в шістнадцятковому вигляді. Так, утиліта md5sum, яка обчислює значення хеш-функції MD5 від заданого файлу, видає результат у вигляді рядка з 32-х шістнадцяткових цифр — наприклад, 026f8e459c8f89ef75fa7a78265a0025.